# Ментона-Эст
Менто́на-Эст (фр. Menton-Est, Восточная Ментона) — упразднённый кантон во Франции, в регионе Прованс — Альпы — Лазурный Берег, департамент Приморские Альпы. Входил в состав округа Ницца. Код INSEE кантона — 06 13.
До марта 2015 года в состав кантона Ментона-Эст входило 2 коммуны, административный центр располагался в коммуне Ментона.

## Состав кантона
| Коммуна   | Население, чел. (1999) | Почтовый индекс | Код INSEE |
| --------- | ---------------------- | --------------- | --------- |
| Кастеллар | 821                    | 06500           | 06035     |
| Ментона   | 24 178                 | 06500           | 06083     |

## Население
Население кантона на 2007 год составляло 24 691 человек.
| 1962 | 1968 | 1975 | 1982 | 1990 | 1999   | 2006 | 2007   | 2008 |
| ---- | ---- | ---- | ---- | ---- | ------ | ---- | ------ | ---- |
| —    | —    | —    | —    | —    | 24 999 | —    | 24 691 | —    |

По закону от 17 мая 2013 и декрету от 24 февраля 2014 года количество кантонов в департаменте Приморские Альпы уменьшилось с 52-х до 27-ми. Новое территориальное деление департаментов на кантоны вступило в силу во время выборов 2015 года. После реформы кантон был упразднён. Коммуны переданы в состав вновь созданного кантона Ментона (округ Ницца).